# 1951年亚洲运动会
1951年亞洲運動會（正式名稱為第一屆亞洲運動會）是自1951年3月4日至11日在印度德里舉行的一次綜合運動會，共設8個比賽項目、57個小項；參賽代表團來自11個亞洲國家和地區，運動員人數達489人。亞洲運動會繼承了遠東運動會和西亞運動會，由印度奧林匹克協會秘書古魯·桑迪發起，他和另外8個亞洲國家的代表於1949年2月13日成立亞洲運動會聯合會，並決定於1950年在德里舉行首屆賽事。印度奧協主席亞達凡德拉·辛格和板球官員安東尼·S·德·梅洛也積極參與了這屆亞運會的籌備工作，但由於設施不完備、資金不充足，賽事需延遲一年舉行。大會邀請了亞洲幾乎所有國家和地區參賽，除了蘇聯和越南因為政治原因而未獲邀。
本屆亞運會的主場館為國家體育場，標誌是一個放射出16道光芒的紅日，下為11個環環相扣的圓形，象徵所有參賽代表團；背景為白色，象徵和平。結果日本隊以24金21銀15銅位列獎牌榜榜首，也是贏得最多獎牌的國家（60面），主辦國印度則贏得51面獎牌（包括15面金牌），並成為贏得最多銅牌（20面）的國家，排在獎牌榜第二位。德里之後又於1982年承辦亞洲運動會。

## 緣由
一般認為，1951年亞洲運動會繼承了遠東運動會的功能。遠東運動會是一個小規模綜合運動會，由菲律賓業餘體育協會在1910年倡議籌辦，由菲律賓、日本和中國組建的遠東奧林匹克委員會（後改稱遠東體育協會）主辦，於1913年在菲律賓馬尼拉舉行首屆賽事，之後又在馬尼拉和其他日本、中國城市成功舉辦了九屆運動會。1931年日本發動九一八事變、進佔中國東北，成立傀儡政權滿洲國後，提出讓滿洲國以獨立名義參賽，結果中華民國憤而退出遠東體育協會，協會本身則被日本和菲律賓解散，遠東運動會自此停辦。
另一方面，印度奧林匹克協會秘書古魯·度特·桑迪也在1930年代初為蘇伊士運河以東，新加坡以西的西亞國家籌辦一場綜合運動會，即西亞運動會，賽事每四年一屆，與夏季奧運會交叉舉行。第一屆西亞運動會於1934年在德里艾文運動場（Irwin Amphitheater）舉行，參賽隊伍來自阿富汗、印度、巴勒斯坦和錫蘭。1938年西亞運動會原訂在巴勒斯坦特拉維夫舉行，卻因為第二次世界大戰而取消，之後西亞地區一直沒有舉行過任何綜合運動會，直至1951年亞運會為止，因此也有亞運會令西亞運動會起死回生的說法。

## 籌備
古魯·度特·桑迪在1947年就提出籌辦亞洲運動會的構思，並得到印度奧協主席亞達凡德拉·辛格、印度總理賈瓦哈拉爾·尼赫魯，以及亞洲關係會議大部分與會者的支持。1948年8月8日，桑迪趁參加倫敦奧運，在倫敦召開一場會議，並邀請其他亞洲國家的代表參與，會上代表一致同意成立亞洲運動會聯合會（亞運會聯合會），並委任四人小組負責草擬聯合會的章程，待1949年2月再舉行會議批准。1949年2月12日，9個亞洲國家的奧委會代表應約到德里伯蒂亞拉樓參加會議，翌日與會者通過四人小組草擬的章程，決議成立亞洲運動會聯合會，由辛格擔任主席，由桑迪擔任秘書。聯合會的創始成員國包括阿富汗、緬甸、印度、巴基斯坦和菲律賓；錫蘭、印度尼西亞、尼泊爾和暹羅雖然簽署了章程，但須等待本國批准後才能加入。會議又決定從1950年起每四年舉行一次亞洲運動會，首屆亞運會將於1950年2月在德里舉行。之後辛格以印度奧協主席的身分邀請其他成員國參加1950年亞運會。然而，第二次世界大戰所造成的破壞需時修補，而且印度財力不足，未能如期完成體育場的翻新工程，而比賽器材也未能如期從歐洲付運；種種延誤令運動會需要延遲到1951年才可以舉行。
本次亞運會由1951年亞運會組織委員會負責籌備，委員會總監為板球官員安東尼·S·德·梅洛。大會參考了1948年倫敦奧運的里士滿公園奧運村，在德里建立一個選手村，供亞運選手入住。

## 場地
1951年亞運會的主場館——國家體育場即原艾文運動場，是一座多功能體育設施，由安東尼·S·德·梅洛設計，耗資50萬盧比興建，於1933年2月13日竣工，也是1934年西亞運動會的主場館。運動場設施在開幕前已完成翻新工程，以舉行游泳、水球以外的亞運賽事。游泳和水球賽事則在體育場旁邊的游泳池進行。

## 比賽
本屆亞運會共設有6個比賽項目，包括田徑、水上運動（分為跳水、游泳和水球三大類）、籃球、單車（分為公路賽和場地賽兩大類）、足球和舉重，8大項以下又分為57個小項。由於種種原因，亞組委沒有應亞運會聯合會許多成員國的要求，把拳擊列為比賽項目。田徑是唯一一個有女性參與的大項。
本屆亞運會還進行了「1951年亞洲先生」評選，以體格發育、外貌和個性作為評選標準。最終印度運動員帕里馬爾·羅依（Parimal Roy）擊敗贏得舉重雛量級金牌的伊朗選手馬哈茂德·納姆久，獲得「亞洲先生」稱號。

### 開幕禮

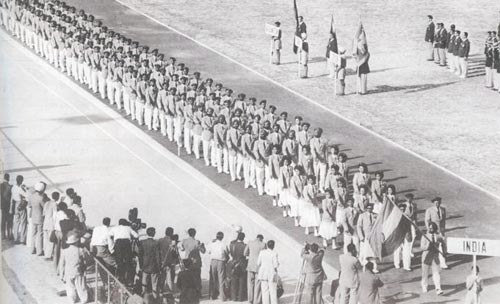
印度運動員進場

第一屆亞洲運動會的開幕禮在1951年3月4日舉行，主禮嘉賓為首任印度總統拉金德拉·普拉薩德主禮，其他貴賓還有尼赫魯、印度政府內閣閣員、外交使節和參賽各國的奧委會代表，觀眾則有約4萬人。國家運動場對面的古堡上響起了31響禮炮，向貴賓和參賽選手致敬，印度陸軍一支15人鼓號隊也在場上表演，軍號上掛有11個參賽隊伍的旗幟。根據奧運會的慣例，參賽國家和地區的運動員需按英文順序進場，其中東道主印度的選手排在最後一隊進場。尼赫魯和亞達凡德拉·辛格先後在開幕禮上發表演說，其中尼赫魯提出「以亞運精神進行比賽」的口號，後來獲亞組委正式採用。普拉薩德總統隨即宣布亞運會開幕。
。
|                         | 第一屆亞運會既能讓各國互相理解，增進友誼，也能夠為逐步增強亞洲人民友誼的進程揭開序幕。 |
| ——拉金德拉·普拉薩德總統 |                                                                                        |

本屆亞運會的聖火在德里紅堡利用太陽光採集，最後由代表印度參加1924年巴黎奧運的田徑選手達利布·辛格（Dalip Singh）點燃。田徑選手巴爾德夫·辛格（Baldev Singh）則代表全體運動員宣誓。

### 水上運動

#### 跳水
跳水項目分為3米彈板和10米高台兩個小項，結果由印度跳水選手K·P·塔卡爾（K. P. Thakkar）囊括兩面金牌，印度隊總計獲得2金1銀1銅，其餘獎牌則落入伊朗隊手中。

#### 游泳
游泳賽事分為4個小項和8個小項，其中當中自由泳賽事佔5項（100米、400米、800米、1500米和4×100米接力），背泳（100米）、蛙泳（200米）和混合泳（3×100米接力）各佔一項，另外3×100米混合泳接力賽僅在本屆亞運會中出現，800米自由泳項目也從此中斷，直至2018年才恢復。參賽選手來自5個國家和地區，結果以獲得4金2銀的新加坡表現最佳，菲律賓則以3金5銀4銅的成績成為獲得最多獎牌的國家。其餘獎牌均由印度取得，其中薩欽·納格贏得的100米自由泳金牌是印度第一面亞運金牌。

#### 水球
由於水球項目只有印度隊和新加坡隊參賽，因此本項目只舉行決賽，結果印度以6比4之差擊敗新加坡。

### 田徑
田徑項目分為24項男子賽事和9項女子賽事，是所有參賽隊伍都有派員參加的唯一一個項目。結果日本獲得女子賽事的所有金牌和5面銀牌（其餘4面由印度和新加坡平分），以及男子賽事的11面金牌，是表現最好的國家，其中吉野豐子贏得了三大投擲項目（鉛球、鐵餅、標槍）的金牌。印度在男子賽事也贏得10面金牌，只比日本少一面，當中拉維·平托在男子100米、200米賽事中勝出，是唯一一個在男子賽事中獲得多於一面金牌的選手。

### 籃球
籃球賽事以循環賽的形式進行，排在積分榜首三位的隊伍將獲得金、銀、銅牌。參賽隊伍共有5支，包括緬甸、印度、伊朗、日本和菲律賓隊，結果由四戰全勝的菲律賓獲得金牌，銀牌和銅牌則由日本隊和伊朗隊贏得，其中伊朗隊在兩場賽事中勝出。主辦國印度僅能擊敗每戰皆北，位列榜末的緬甸，以第四名完成。

### 單車
單車項目分為公路單車和場地單車兩大項，場地賽分為1000米爭先賽、1000米計時賽和4000米團體追逐賽三個小項，公路賽只設有180公里個人賽一個小項，合共頒發11面獎牌。結果日本贏得8面獎牌，被視為單車項目的霸主，印度取得其餘獎牌，緬甸和伊朗隊空手而回。

### 足球
參加本屆亞運會足球賽事的球隊共有6隊，包括阿富汗、緬甸、印度、印尼、伊朗和日本隊。3月7日第一場準決賽中，伊朗隊和日本隊直至加時完結後仍然互無紀錄，因此兩隊必須於翌日重賽以決出決賽席位，結果伊朗以3比2擊敗日本，卻在決賽中以1比0的比數負於印度隊。日本則以2比0的成績擊敗阿富汗，奪得銅牌。。

### 舉重
舉重賽事分為雛量級（56公斤級）、羽量級（60公斤級）、輕量級（67.5公斤級）、中量級（75公斤級）、輕重量級（82.5公斤級）、中重量級（90公斤級）和重量級（90公斤以上級）七個級別，共有七個國家派員參加。伊朗舉重選手在本項目所有賽事中佔優，共贏得10面獎牌，當中包括本項目決出的所有金牌。新加坡贏得兩面銀牌，印度和菲律賓各獲得一銀一銅。

## 賽程
以下為1951年亞洲運動會的賽程表。藍色方格表示該項目在當天有比賽進行，黃色方格表示該項目在當天進行決賽階段，方格內的數字代表該項目在當天頒發的金牌數目。
| OC | 開幕禮 | ● | 單項比賽 | 1 | 單項決賽 | CC | 閉幕禮 |

| 1951年3月   | 4日 周日 | 5日 周一 | 6日 周二 | 7日 周三 | 8日 周四 | 9日 周五 | 10日 周六 | 11日 周日 | 金牌 |
| ----------- | -------- | -------- | -------- | -------- | -------- | -------- | --------- | --------- | ---- |
| 田徑        |          |          |          |          | 4        | 3        | 13        | 13        | 33   |
| 籃球        |          | ●        | ●        | ●        | ●        | ●        | 1         |           | 1    |
| 單車 – 公路 |          |          |          |          |          |          |           | 1         | 1    |
| 單車 – 場地 |          |          | 1        |          | ●        | 1        | 1         |           | 3    |
| 跳水        |          |          |          |          |          |          | 1         | 1         | 2    |
| 足球        |          | ●        |          | ●        | ●        | ●        | 1         |           | 1    |
| 游泳        |          | 2        | 3        | 3        |          |          |           |           | 8    |
| 水球        |          |          |          |          |          |          |           | 1         | 1    |
| 舉重        |          | 1        | 2        | 2        | 2        |          |           |           | 7    |
| 儀式        | OC       |          |          |          |          |          |           | CC        |      |
| 金牌總數    |          | 3        | 6        | 5        | 6        | 4        | 17        | 16        | 57   |
| 1951年3月   | 4日 周日 | 5日 周一 | 6日 周二 | 7日 周三 | 8日 周四 | 9日 周五 | 10日 周六 | 11日 周日 | 金牌 |

## 參賽國家及地區

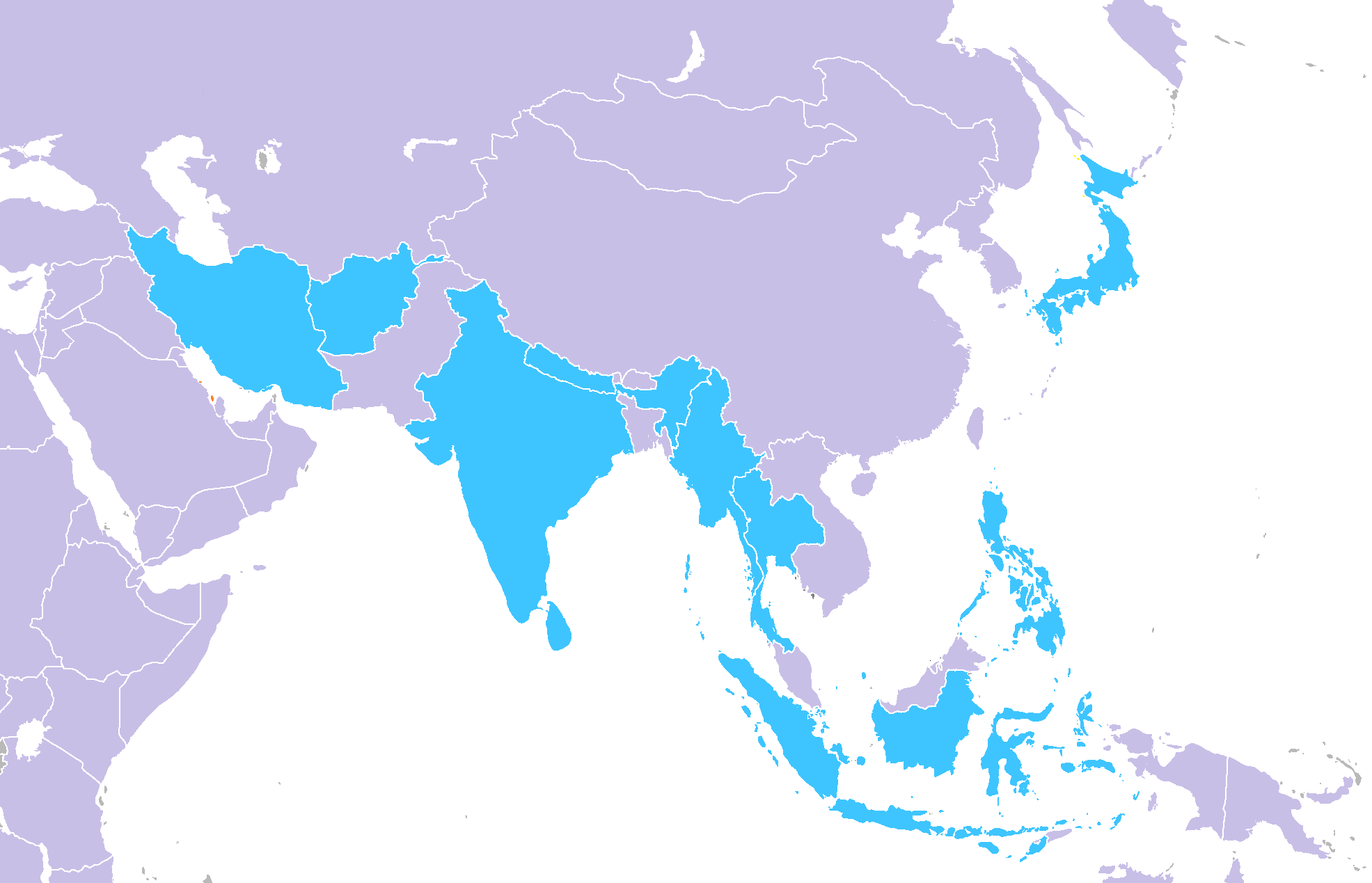
參賽國家及地區

亞組委向幾乎所有亞洲國家／地區發出邀請函，結果共有11個國家／地區的國家奧林匹克委員會派出運動員參賽。獲邀參賽的中華人民共和國未能在報名截止日之前答覆，因而無法參賽，但仍然派出了一支由吳學謙率領的體育觀光團到場觀摩。巴基斯坦在喀什米爾衝突中與印度對峙，因而拒絕參賽。南韓雖然參加了1948年8月的倫敦會議，並同意派員參賽，卻由於韓戰而無法成行。由於政體原因，籌委會沒有邀請位於亞洲的蘇聯加盟共和國和越南參賽。日本既沒有參加1948年夏季奧運會，也沒有在1949年2月成為亞運會聯合會的創會會員，卻獲得參賽資格，其代表團由72人組成，規模僅次於東道主印度，參加了水上運動以外的所有項目。緬甸、印度和伊朗代表團參加了所有項目，不過伊朗代表團並沒有女團員。下方列出了所有參賽國家／地區的代表團，當中代表團人數以括號標示：
- 阿富汗（22）
- 缅甸（58）
- 锡兰（3）
- 印度（151）
- 印度尼西亚（35）
- 伊朗（49）
- 日本（72）
- 尼泊尔（8）
- 菲律宾（59）
- 新加坡（20）
- 泰国（12）

## 奖牌榜

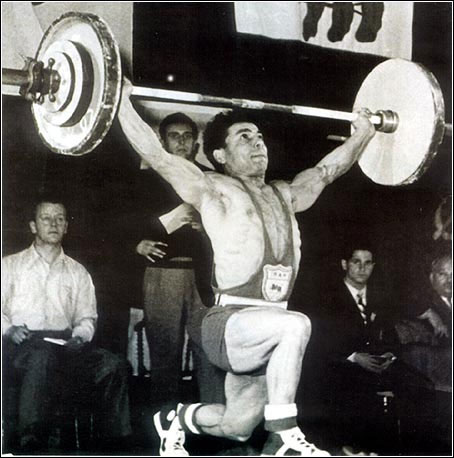
伊朗運動員馬哈茂德·納姆久贏得舉重雛量級（56公斤級）金牌。

在這屆亞運會中奪得獎牌的運動員來自8個國家奧委會派出的體育代表團，其中贏得至少一面金牌的國家和地區共有5個。日本在這屆亞運會贏得最多金牌（24面）和最多獎牌（60面），而東道主印度則贏得51面獎牌，包括15面金牌，名列獎牌榜第二名；印度也奪得最多銅牌（20面）。截至2022年，這屆亞運會中印度在獎牌榜上的排名仍然是歷屆之最。伊朗贏得16面獎牌（包括8面金牌），位列第三。有三個國家奧委會派出的體育代表團——阿富汗隊、尼泊爾隊和泰國隊未能在這屆亞運會贏得獎牌。贏得歷來第一面亞運金牌的運動員是新加坡泳手梁水國，他在自由式賽事（400米、800米、1500米和4×100米接力賽）中一共贏得4面金牌，是在這屆亞運會上贏得最多獎牌的運動員。
本表格的排行计算方式与国际奥林匹克委员会奖牌榜的排行計算慣例相符。依照惯例，表格以参赛国（即代表參賽國奧委會的代表團）运动员所获得的总金牌数做为排行的首要依据，其次依序为银牌数及铜牌数。如果多個參賽國的名次在按照這個方式排列次序後，排名仍然不相上下，則判定為同名次，并依据国际奥委会国家编码的字母顺序排列。
本屆亞運會合共頒發169面獎牌（包括57面金牌、57面銀牌和55面銅牌）。由於水球賽事和場地單車項目團體追逐賽不設銅牌，因此銅牌總數比金、銀牌總數少。
  主辦國
| 排名 | 国家／地区        | 金牌 | 银牌 | 铜牌 | 總數 |
| ---- | ----------------- | ---- | ---- | ---- | ---- |
| 1    | 日本（JPN）       | 24   | 21   | 15   | 60   |
| 2    | 印度（IND）       | 15   | 16   | 20   | 51   |
| 3    | 伊朗（IRI）       | 8    | 6    | 2    | 16   |
| 4    | 新加坡（SIN）     | 5    | 7    | 2    | 14   |
| 5    | 菲律宾（PHI）     | 5    | 6    | 8    | 19   |
| 6    | 锡兰（CEY）       | 0    | 1    | 0    | 1    |
| 7    | 印度尼西亚（INA） | 0    | 0    | 5    | 5    |
| 8    | 缅甸（BIR）       | 0    | 0    | 3    | 3    |
| 總計 | 總計              | 57   | 57   | 55   | 169  |

### 獎牌分佈
| 1. 阿富汗 2. 緬甸 3. 錫蘭 | 1. 印度 2. 印尼 3. 伊朗 | 1. 日本 2. 尼泊爾 3. 菲律賓 | 1. 新加坡 2. 泰國 |

## 備註
1. ↑  亞組委總監安東尼·S·德·梅洛又稱之為「第一屆亞運會」和「1951年亞運會」。
2. ↑  兼任伯蒂亞拉邦主、伯蒂亞拉和東旁遮普土邦聯盟拉爾巴拉木（Rajpramukh）；拉爾巴拉木地位相等於總督。辛格是伯蒂亞拉和東旁遮普土邦聯盟唯一一位拉爾巴拉木[1]。
3. ↑  籌備時稱為「東方運動會」。
4. ↑  以第30任印度總督、原陸軍大臣艾文勳爵命名。
5. ↑  亞洲運動會聯合會已於1981年11月26日在德里亞運會聯合會理事會會議上由新成立的亞洲奧林匹克理事會（亞奧理事會）繼承[7]。

## 外部連結
- 亞奧理事會網站1951年亞洲運動會專頁